# Neuroticismo
El neuroticismo o inestabilidad emocional es un rasgo psicológico relativamente estable y que define una parte de la personalidad, el cual conlleva, para quien puntúa alto en este rasgo: inestabilidad e inseguridad emocional, tasas elevadas de ansiedad, estado continuo de preocupación y tensión, con tendencia a la culpabilidad y generalmente unido a sintomatología psicosomática. El término "neuroticismo" fue acuñado por Hans Eysenck. Las personas afectadas suelen tener una percepción sesgada hacia acontecimientos negativos que les permitan continuar con sus preocupaciones y pensamientos negativos. Este rasgo, postulado mediante análisis factorial, es dimensional, es decir, toda persona puntúa en mayor o menor medida en este rasgo, y sólo aquellas personas que se alejen significativamente de la media poblacional presentarán anomalías en su conducta, llegando a considerarse trastorno en los casos más graves.
Este rasgo se mide mediante tests que se apoyan en teorías factoriales de la personalidad humana, bien en el modelo propuesto por Hans Eysenck, en el cual la interacción de la extraversión, el neuroticismo y el psicoticismo darían como resultado los rasgos más estables de la personalidad; o bien en el modelo de los cinco grandes (Big Five), el cual se sustenta en la puntuación diferenciada de cinco factores estables de la personalidad: neuroticismo, extroversión, apertura a la experiencia, cordialidad y responsabilidad. No obstante, los rasgos de personalidad se entienden actualmente como dimensiones relativamente independientes que interactúan entre sí para manifestar la tendencia cognitiva, fisiológica, social y conductual de cualquier persona.
El neuroticismo expuesto Eysenck se relaciona con la teoría de los humores de Hipócrates. En ambos casos el neuroticismo es entendido como la inestabilidad emocional. Además, según Eysenck el neuroticismo está relacionado con el sistema límbico (el que regula las emociones).

## Influencias ambientales
Aproximadamente la mitad de las diferencias individuales en neuroticismo se puede explicar por factores no genéticos, incluidos los eventos positivos y negativos de la vida, las dificultades a largo plazo, y los cambios en las circunstancias de la vida, que pueden conducir a cambios persistentes en neuroticismo. Alto neuroticismo también es predictivo de las experiencias negativas de la vida. Muchos teóricos distinguen las fluctuaciones del estado en neuroticismo (<6 meses), como después de la mayoría de las experiencias de vida positivas o negativas, o debido a los síntomas de la depresión o la ansiedad, de los cambios persistentes en la consigna de neuroticismo o cambio de personalidad verdadera. Experiencia impulsados cambios en el valor de consigna de neuroticismo pueden persistir más de una década.

## Psiquiatría
Alto neuroticismo es un factor de riesgo para los trastornos mentales más comunes. Un metaanálisis de 59 estudios longitudinales mostró que el alto neuroticismo predijo el desarrollo de la ansiedad, la depresión, el abuso de sustancias, psicosis, esquizofrenia y trastornos mentales no específicos, también después del ajuste de los síntomas iniciales y la historia psiquiátrica

## Síntomas y consecuencias
Dentro de los síntomas más comunes que puedan definir a las personas con neuroticismo encontramos una sensación permanente de tristeza y apatía, baja tolerancia hacia los demás y sus conductas, alta sensibilidad y susceptibilidad, irritabilidad, inestabilidad emocional y falta de interés por actividades placenteras. Referencias requeridas: el neuroticismo es un rasgo, no una enfermedad ni un trastorno
Consecuencias neuroticismo:
- Ansiedad y cuadros depresivos
- Desarrollo de fobias y trastornos de pánico
- Dificultades para relacionarse y comunicarse en distintos círculos: laboral, social, íntimamente...
- Aislamiento social
- Insomnios y somatizaciones

## Tratamiento del neuroticismo
Los síntomas de este rasgo psicológico influyen de manera negativa en la calidad de vida de quién lo sufre por lo que se ha estudiado el modo de minimizar el efecto de la neurosis en la salud mental.
La psicoterapia como tratamiento para esta afección constituye una ayuda importante para recuperar el equilibrio emocional y reducir el efecto negativo de los síntomas y consecuencias anteriormente citadas.
El uso de fármacos pautados por médicos psiquiatras también ayudan en casos muy extremos de neurosis, sobre todo en los casos en que los síntomas están íntimamente relacionados con el estado anímico. Este tipo de tratamiento farmacológico es únicamente una solución de ayuda o transitoria y que conlleva efectos secundarios.